# Barcoplana rochensis
Barcoplana rochensis is een platworm (Platyhelminthes). De worm is tweeslachtig. De soort leeft in het zoute water.
Het geslacht Barcoplana, waarin de platworm wordt geplaatst, wordt tot de familie Stylochocestidae gerekend. De wetenschappelijke naam van de soort werd voor het eerst geldig gepubliceerd in 2003 door Bulnes, Faubel & Ponce de Leon.